# Plaça de l'Ajuntament (Figueres)
Plaça de l'Ajuntament és una plaça de la vila i municipi de Figueres (Alt Empordà) inclosa en l'Inventari del Patrimoni Arquitectònic de Catalunya.

## Descripció
Plaça pública situada al centre històric de la ciutat. Des d'aquesta plaça sortien els carrers cap als diferents pobles, i aquests encara han conservat els seus noms: Peralada, Jonquera, Besalú, Girona. Aquesta plaça està parcialment porxada i va ser projectada globalment amb finalitat comercial l'any 1819, a partir d'un costat porxat preexistent, seguint la inspiració dels constructors del castell de St. Ferran de crear una gran plaça porxada d'estil castellà i funcional per a mercat. Els porxos són d'estil neoclàssic sense ornamentació amb arcs de mig punt. Durant anys s'hi instal·lava el mercat amb parades de venda de productes agrícoles i d'altres de la menestralia local.Al centre de la plaça es troba l'edifici de l'Ajuntament. Els edificis que envolten la plaça són edificis alts, de tres pisos i de línies molt rectes. El terra de la plaça ha estat canviat recentment, canviant l'original per rajoles grises.

## Història
Plaça pública parcialment porxada projectada globalment amb finalitat comercial l'any 1819.